# Mathias von Neumarkt
Mathias von Neumarkt (auch Matthias von Neumarkt; Matthias von Breslau; lateinisch Mathias de Novoforo auch Mathias Noviforensis, tschechisch Matěj ze Středy; * vermutlich in Neumarkt, Herzogtum Breslau; † 1. April  1370) war ein Zisterziensermönch sowie Titularbischof von Trebinje. Als Weihbischof nahm er Pontifikalhandlungen in Leitomischl und in Breslau wahr.

## Leben
Mathias entstammte einer bürgerlichen Familie aus Neumarkt bei Breslau. Seine Eltern hießen Nikolaus und Margaretha. Da sie in den Kamenzer und Heinrichauer Totenbüchern vermerkt sind, kann angenommen werden, dass sie enge Beziehungen zu den schlesischen Zisterziensern unterhielten. Vermutlich deshalb trat Mathias in das Zisterzienserstift Leubus ein. Während der häufigen Abwesenheiten seines Bruders Johannes, der damals nicht nur Bischof von Leitomischl, sondern auch Berater des Kaisers Karl IV. war, übernahm Mathias auch Pontifikalien in dessen Bistum. Deshalb wurde er am 31. Juli 1355 von Papst Innozenz VI. zum Titularbischof von Trebinje (episcopus Tribuniensis) ernannt. Auch nach der Rückkehr seines Bruders hielt er sich weiterhin in Böhmen auf, häufig in der Umgebung des Kaisers Karl IV., in dessen Urkunden er mehrmals als Zeuge auftritt. Mit königlicher Genehmigung erwarb er am 1. August 1356 vom Prager Bürger Henslin Meinhard verschiedene Güter. 
Ab 1361 ist seine Anwesenheit in Schlesien belegt, wo er ebenfalls Aufgaben eines Weihbischofs wahrnahm. Güter besaß er u. a. in Würben, Jankau und Thomaskirch bei Ohlau. Am 3. Februar 1362 erwarb er das Dorf Groß Tinz bei Liegnitz mit dem zugehörigen Vorwerk, das er testamentarisch dem Kloster Grüssau verschrieb, wobei ein Teil der Einkünfte für das Seelenheil seiner Eltern und seines Bruders bestimmt waren. Im selben Jahr erwarb er vom Kloster Grüssau dessen Besitzungen in Striege und Wammelwitz bei Strehlen, die nach seinem Tod an das Kloster zurückfallen sollten.
Enge Beziehungen unterhielt er zum Liegnitz-Brieger Herzog Ludwig I., dem er wiederholt Geldbeträge lieh. Dem vom Herzog 1368 errichteten Kollegiatstift in Brieg stiftete er zwei Kanonikate sowie das zweite Vikariat. Zudem errichtete er aus einem Zinsertrag eine Anniversarienstiftung für sich und seinen Bruder. Am 4. August 1368 verkaufte er sein Breslauer Haus dem Kloster Kamenz, wobei er sich lebenslanges Wohnrecht erbat. Am 1. April 1370 starb er. Nach der Überlieferung wurde sein Leichnam in der Leubuser Leubuser Stiftskirche beigesetzt.